# Sylvia Walby
Sylvia Walby   (16 d'octubre de 1953) és una sociòloga britànica, directora del Centre de Violència i Centre de la Societat a la City University of London. Amb un doctorat per la Queen's University Belfast en sociologia, destaca pel seu treball en els camps de la violència domèstica, el patriarcat, les relacions de gènere en l'àmbit laboral i la globalització. Té la primera càtedra UNESCO d'Investigació de Gènere i coordina el grup d'investigació d'aquesta temàtica des del 2008.

## Biografia
Ha estat professora de sociologia a la Universitat de Leeds, la Universitat de Bristol, la Universitat de Lancaster, la UCLA i la Biblioteca Schlesinger de la Universitat Harvard. Va ser la primera presidenta de l'Associació Europea de Sociologia i ha estat presidenta de la Women's Studies Network UK.
Walby és coordinadora de la Gender Equality Research Network International (GENIe) que pretén entendre i reduir la desigualtat de gènere. És investigadora principal del node de Lancaster de Quing, membre del consell executiu i líder de la línia d'interseccionalitat. També és coorganitzadora d'una xarxa internacional sobre Globalització de Gènere i Transformació del Treball (GLOW).
La seva recerca se situa dins de la tensió entre la teoria social general i les formes específiques de desigualtat, especialment de gènere. Amb els anys, això la va portar de les teories del patriarcat a una preocupació actual per integrar la diferència en la teoria social. Té un interès per les qüestions econòmiques, una fascinació per les noves formes polítiques i una preocupació pels grups marginats.

## Reconeixements
Va rebre l'Ordre de l'Imperi Britànic (OBE) el 2008. El 2017 la seva contribució a la sociologia va ser reconeguda per la Queen's University de Belfast, que li va concedir un Doctorat Honoris Causa en Ciències Socials (DSSc).
El 2022, va ser escollida membre de l'Acadèmia Britànica (FBA), l'acadèmia nacional d'humanitats i ciències socials del Regne Unit.